# Người Mangbetu
Người Mangbetu là một cộng đồng người thuộc Cộng hòa Dân chủ Congo, sống ở tỉnh Orientale.

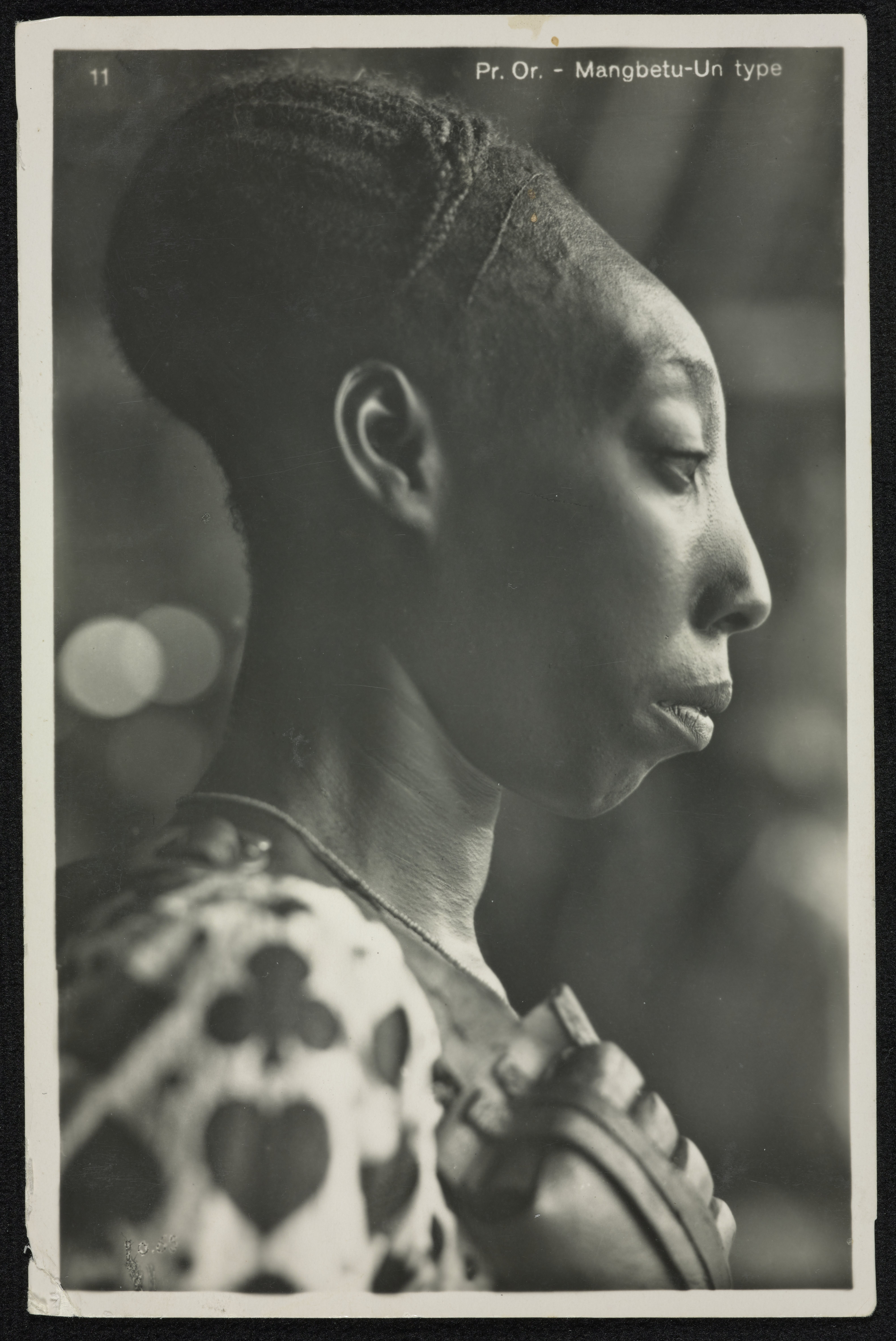
Phụ nữ Mangbetu, [1928-1938], ảnh chụp của Kazimierz Zagórski

## Ngôn ngữ
Ngôn ngữ được gọi là kingbetu trong ngôn ngữ địa phương của Lingala, nhưng Mangbetu gọi nó là nemangbetu. Nó là một ngôn ngữ của nhóm ngôn ngữ Trung Sudan.

## Văn hóa
Mangbetu được biết đến với nền nghệ thuật và âm nhạc phát triển cao. Một công cụ được liên kết với và đặt tên theo họ là đàn hạc Mangbetu hoặc đàn guitar Mangbetu. Xem ảnh tại  và
tại đây. Một cây đàn harp của người Mangbetu đã được bán với giá trên $100,000.
Các nhà nghiên cứu âm nhạc cũng đi tìm người Mangbetu để tạo bản ghi âm và thu hình âm nhạc của họ.
Người Mangbetu nổi bật đối với những nhà thám hiểm châu Âu vì những cái đầu dài của họ. Theo truyền thống, đầu trẻ sơ sinh được quấn chặt bằng vải để tạo cho chúng vẻ ngoài đặc biệt này. Việc thực hành này, được gọi là Lipombo, bắt đầu chết dần trong những năm 1950 với sự xuất hiện của nhiều người châu Âu và phương Tây. Bởi vì ngoại hình đặc biệt này, rất dễ dàng để nhận ra hình người Mangbetu trong nghệ thuật châu Phi.

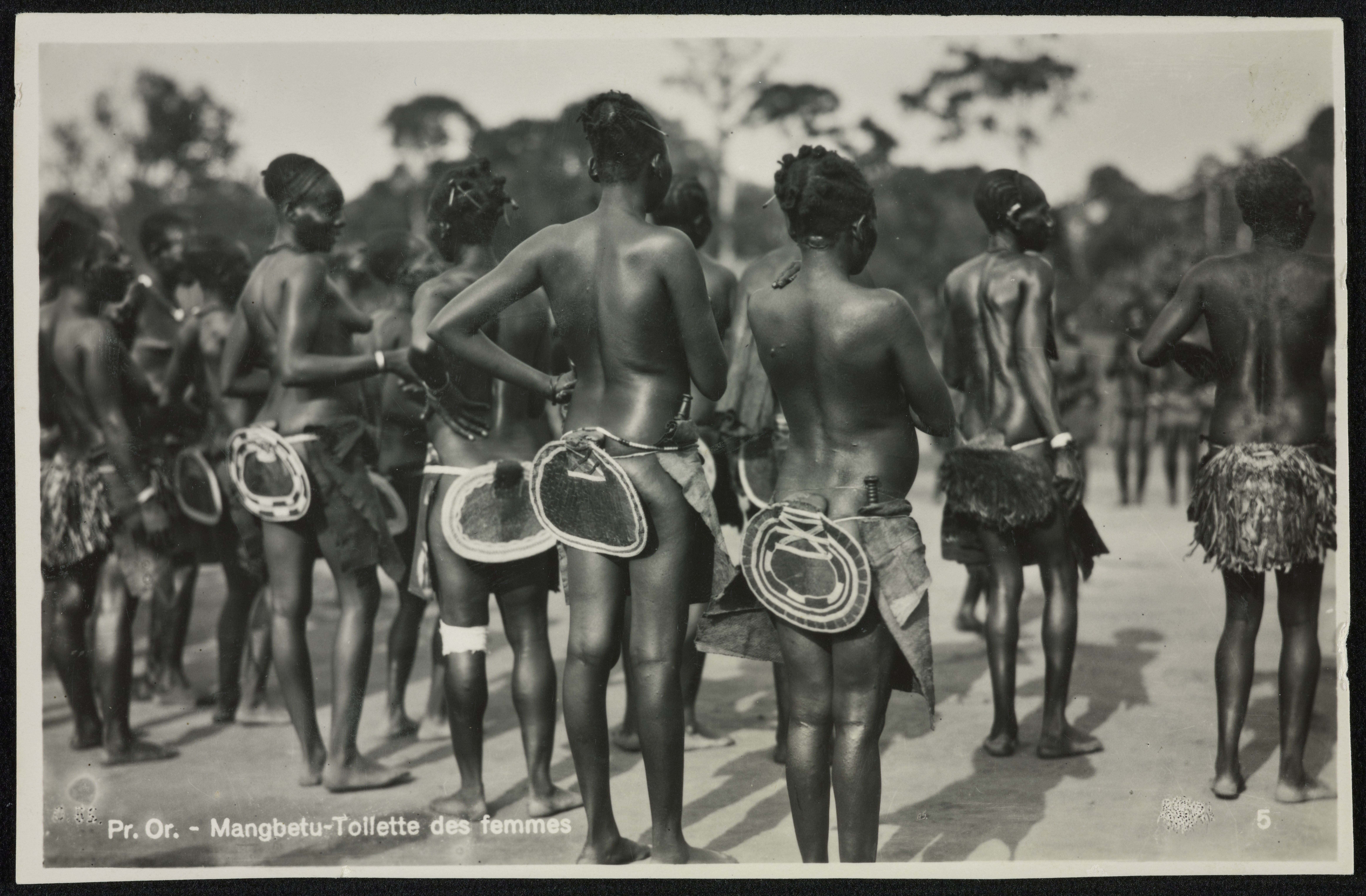
Các vũ công Mangbetu, ảnh chụp của Kazimierz Zagórski

## Lịch sử
Vào đầu thế kỷ 18, người Mangbetu đã bao gồm một số gia tộc nhỏ, họ di cư về phía nam, và đã tiếp xúc với một số bộ tộc Bantu ở phía bắc di cư mà họ sống xen kẽ. Vào cuối thế kỷ 18, một nhóm những người Mangbetu ưu tú, chủ yếu là từ gia tộc Mabiti, nắm quyền kiểm soát các gia tộc Mangbetu khác và nhiều bộ tộc nói tiếng Bantu lân cận. Có khả năng là do kiến thức của họ về việc rèn sắt và đồng, nhờ đó họ đã chế tạo được vũ khí và đồ trang sức đẹp, mang đến cho họ một lợi thế quân sự và kinh tế so với các bộ lạc hàng xóm của họ.
Vào đầu thế kỷ 19, vương quốc Mangbetu được xây dựng. Người sáng lập của nó là Nabiembali. Vương quốc Mangbetu phát triển nhờ buôn bán, đặc biệt là ngà voi cũng như nông nghiệp. Vương quốc này đạt cực thịnh vào những năm 1870, dưới thời Vua Mbunza, người đã chống lại cuộc xâm lược của những người Ả Rập tấn công từ Sudan, dưới quyền chỉ huy của Mohamed Abdou, và đã áp đặt quyền lực trong một vài năm. Trong khu vực, Người Mangbetu cạnh tranh với người Azande hoặc Nyam Nyam, có nguồn gốc từ Sudan. Vào cuối thế kỷ 19, những người định cư châu Âu đã đến khu vực này và đặt vương quốc dưới sự thống trị của người Bỉ và kết thúc vương quốc Mangbetu.

### Ăn thịt người
Nhiều ý thức hệ gần đây cho rằng người Mangbetu đã từng ăn thịt người trong lịch sử. David Lewis khẳng định rằng "một làn sóng ăn thịt sống lan truyền từ những kẻ ăn thịt người độc thân như Bakusa đến Batetela, một người Mangbetu, và phần lớn người Zande" là do rối loạn chính trị kéo dài do các cuộc tấn công của người Swahili vào những năm 1880.

## Dân số
Người Mangbetu có dân số vào khoảng 40000, nhưng thuật ngữ người Mangbetu được sử dụng bởi người phương Tây từ lâu đã được bao gồm không chỉ người Mangbetu mà còn có cả một tập hợp các gia tộc như Mangbele, Makere, Mando, Medje, Mapoli, Mayogo, Malele, Popoi hoặc Mabisanga. Do đó, có thể nói người Mangbetu có dân số hơn 1,3 triệu người.. Makere là thuật ngữ bản địa bao gồm toàn bộ người của tập hợp các bộ lạc này.
Ngày nay hơn 90% Mangbetu theo Kitô giáo, những người khác tiếp tục thực hành tôn giáo truyền thống của riêng họ.

## Văn hóa

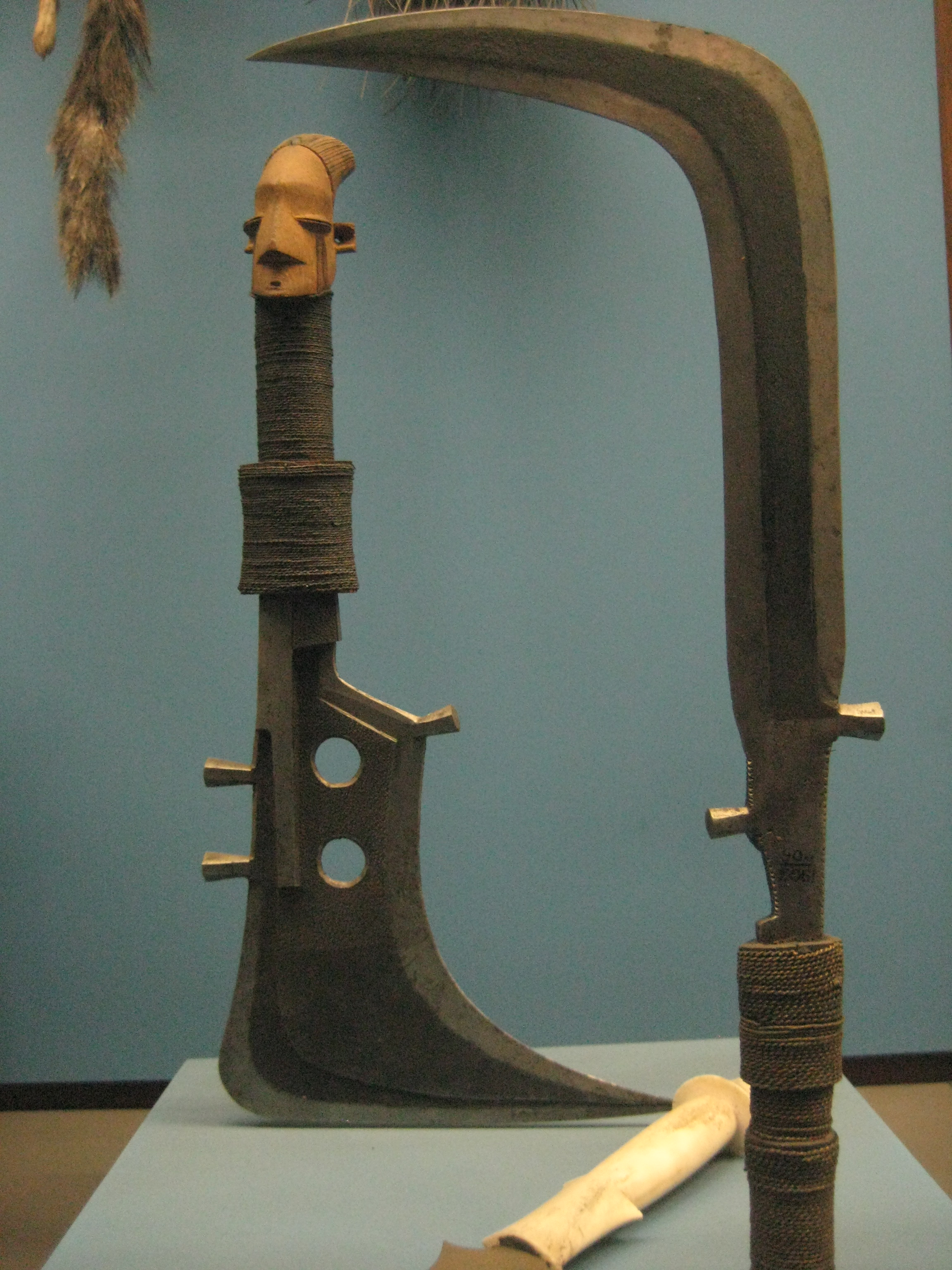
Dao của người Mangbetu

Người Mangbetu cơ bản là một người nông dân và nghệ nhân, họ cũng chăn nuôi cừu. Họ được biết đến như là những thợ rèn và thợ điêu khắc xuất sắc, họ cũng sản xuất đồ gốm và đan thúng. Nghệ thuật Mangbetu phát triển rất cao, nhất là tạo hình các mặt nạ và con số bằng gỗ.
Tù trưởng đại diện cho người đứng đầu cộng đồng. Các cộng đồng thôn tạo thành tỉnh phải chịu sự giám sát của một tỉnh, và chính tỉnh trưởng phải chịu trách nhiệm trước nhà vua. Mangbetu thực hành chế độ phụ quyền. Người Mangbetu được biết đến với việc làm biến dạng hộp sọ. Người Mangbetu quấn đầu em bé bằng dây, trước khi xương được cứng hóa, trong một năm, tạo cho các trẻ em có một hộp sọ dài, và được họ coi là một dấu hiệu của vẻ đẹp và trí thông minh. Nguồn gốc của thực hành này có niên đại từ Ai Cập cổ đại